# Колбнев, Василий Фёдорович
Василий Фёдорович Колбенев (1906—1945) — старший лейтенант Рабоче-крестьянской Красной Армии, участник Великой Отечественной войны, Герой Советского Союза (1945).

## Биография
Василий Колбенев родился 29 июля (11 августа) 1906 года в селе Ново-Никольское Усманского уезда Тамбовской губернии (ныне — село Новоникольское Токарёвского района Тамбовской области). Получил начальное образование, после чего работал мастером сахарного завода в посёлке Эртильское (ныне — город Эртиль Воронежской области). В июле 1942 года Колбенев был призван на службу в Рабоче-крестьянскую Красную Армию. С августа того же года — на фронтах Великой Отечественной войны. К февралю 1945 года гвардии старший лейтенант Василий Колбенев командовал взводом 18-го гвардейского отдельного дивизиона ПВО 14-й гвардейской кавалерийской дивизии 7-го гвардейского кавалерийского корпуса 61-й армии 1-го Белорусского фронта. Отличился во время освобождения Польши.
17 февраля 1945 года взвод Колбнева участвовал в отражении немецких контратак на железнодорожный мост через реку Фауле-Ина на окраине населённого пункта Делитц (ныне — Долице). Около 20:30 того же дня во время отражения очередной контратаки Колбнев был ранен в ногу, но заменил выбывшего из строя пулемётчика и вёл огонь по врагу до отступления противника. На следующий день, 18 февраля, он умер от полученных ран. Похоронен в населённом пункте Блажкензее (ныне Плотно) в 17 километрах к югу от города Хощно.
Указом Президиума Верховного Совета СССР от 31 мая 1945 года гвардии старший лейтенант Василий Колбенев посмертно был удостоен высокого звания Героя Советского Союза.

## Награды
- Орден Красной Звезды (31 декабря 1943)
- Орден Отечественной войны 2-й степени (12 августа 1944)
- Орден Красного Знамени (21 апреля 1945)
- Медаль «Золотая Звезда» Героя Советского Союза и Орден Ленина (31 мая 1945)[8].

### Комментарии
1. ↑  Встречающиеся в некоторых источниках указания места рождения как село Ново-Ржевское[3], Н.-Рожевское[4] или Н.-Рождественское[5], вероятно, ошибочны.

### Отсылки к источникам
1. 1 2 3  Каргапольцев.
2. ↑  Тамбовские даты. 1996 год. Тамбовская областная универсальная научная библиотека имени А. С. Пушкина (1996). Дата обращения: 17 декабря 2015. Архивировано 2 апреля 2015 года.
3. ↑  Колбнев Василий Федорович. Донесение о безвозвратных потерях. Память народа. Минобороны РФ.
4. ↑  Дьячков Л. Г. За Родину! : Очерки о тамбовцах — Героях Советского Союза. — Тамбов: Редакционно-издательский отдел, 1995. — С. 320. — 352 с. — ISBN 5-207-00447-5.
5. ↑  Герои Советского Союза - тамбовчане, получившие высокое звание За мужество, проявленное в боях по освобождению стран центральной и юго-восточной Европы от фашистского ига. Книга памяти Тамбовского района. Дата обращения: 20 сентября 2023. Архивировано 22 декабря 2015 года.
6. ↑  [www.az-libr.ru/Persons/000/Src/0007/1a649453.shtml Коблнев Василий Фёдорович]. AZ Library. Дата обращения: 11 июля 2013.
7. ↑  Колбнев Василий Федорович. Герой Советского Союза (Орден Ленина и медаль «Золотая звезда»). Память народа. Минобороны РФ. — Наградной лист. Дата обращения: 20 сентября 2023. Архивировано 28 января 2023 года.
8. ↑  Колбнев Василий Федорович. Память народа. Минобороны РФ. Дата обращения: 20 сентября 2023.